# 大提琴协奏曲 (埃尔加)

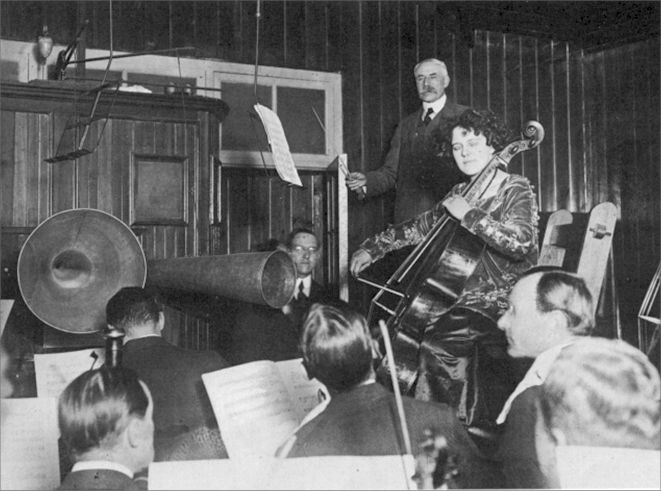
埃尔加和比阿特丽斯·哈里森录制协奏曲（1920）。注意照片中的声学录音喇叭。

E小调大提琴协奏曲（作品85）是爱德华·埃尔加最后的著名作品，充份展現出大提琴的演奏技巧，也是一系列大提琴独奏曲目的奠基石。1919年10月在倫敦的女王廳首演。1960年代，因杰奎琳·杜·普雷（Jacqueline du Pré）獨特的詮釋風格引起了公众的想象而廣受讚譽，將這部作品一舉推向主流大提琴曲目。杰奎琳·杜·普雷的錄音也被公認是最佳演奏版本。二十世紀不少大提琴家都把演奏這部作品當成目標。
埃尔加在第一次世界大战后创伤中创作了这部大提琴協奏曲。在時代背景影響下，這部作品的曲趣与抒情、热情的小提琴协奏曲（作品61）大異其趣，在很大程度上充满沉思，時而憂鬱時而舒暢，如同輓歌一般。

## 历史
1900年，埃尔加與布罗德斯基四重奏的大提琴手卡尔·福克斯（Carl Fuchs）就訂有写作大提琴协奏曲的协议，福克斯后来曾與埃尔加通信，提醒他这个协议。 1903年，大提琴家保罗·格吕默（Paul Grümmer）代為口头重申了这一要求，1906年并书面再次強調了这一要求。由此，埃尔加的創作動機可說由来已久。
受限於戰事，戰時的埃尔加產出相當有限。1918年，埃尔加在伦敦进行了一次手术，切除了受感染的扁桃体，这对一个61岁的男性来说很危险。恢复意识后，埃尔加夫婦返回了薩塞克斯郡菲特爾沃思（Fittleworth, Sussex）附近的隱居小屋「布林克威爾斯」（Brinkwells），他要来了铅笔和纸，並写下了协奏曲第一个樂章的著名旋律。這年，埃尔加创作了三部室内乐作品。他的妻子指出，这些作品已经与他以前的作品明显不同。隨著一次大戰在11月大抵宣告結束，作曲家夫婦返回了北倫敦的漢普斯特德（Hampstead），而在上述的三部室內樂作品於翌年春季首演后，埃尔加开始積極完成大提琴协奏曲的創作。 1919年的5月至6月間，他戮力於創作，在大提琴家費力克斯‧莎蒙德（Felix Salmond）的技術協助下，整部协奏曲在8月份宣告完成。艾爾加將作品獻給悉尼‧科文（Sydney Colvin）夫婦，做為「友誼的紀錄」。
1919年10月27日，大提琴协奏曲於伦敦交响乐团1919–20季的开幕音乐会上首演，演出很是惨败。除作曲家指挥的协奏曲外，其余的曲目由長期旅俄的阿尔伯特·科茨（Albert Coates）指揮。似乎是為了彰顯「主權」，科茨在排練斯克里亞賓的《狂喜》時，過份地占用了本就有限的排练时间。埃尔加夫人對此写道：“那残酷的自私自利的野蛮人⋯⋯残酷的科茨不停排练。” 观察家报的评论家欧内斯特·纽曼（Ernest Newman）写道：“在排练不足的一周内一直有谣言。无论作出什么解释，沮丧的事实仍然存在：从未有如此伟大的乐团，演出如此可悲⋯⋯该作品本身就很是可爱、非常简单——过去几年埃尔加的音乐中孕育着的简单——但其简单中却蕴藏着深厚的智慧和美感。” 尽管如此，埃尔加并未责怪他人，擔綱独奏的莎蒙德后来亦再次为他演奏。 埃尔加曾表示，如果不是因为莎蒙德的辛勤准备，他本来会从音乐会上完全撤回这首作品。 
这首协奏曲可以和第1号交响曲对比：交响曲在首演仅一年多的时间里，已经在全球范围内进行了一百场表演；大提琴协奏曲在伦敦超过一年之内没有第二次表演。 此外，這首大提琴協奏曲是埃尔加身後唯二的協奏曲作品。 作品的總譜於1921年正式出版（倫敦，諾維洛），手稿現藏於皇家音樂學院。

## 分析
此曲寫作時，正值幾首室內樂作品獲得成功，這首大提琴協奏曲反而更富有「室內樂式」的色彩。此外，全曲沒有一個樂章是以嚴肅的奏鳴曲快板曲式寫成，也凸顯了其近人的一面。

### 配器
- 独奏大提琴

| - 木管 - 長笛：2 - 雙簧管：2 - A调單簧管：2 - 低音管：2 | - 銅管 - 法國號：4 - 小號：2 - 长号：3 - 大号（選用） | - 定音鼓 | - 弦樂器 |

依照工具書《管弦樂作品手冊》指示，上述之配器可簡記為"2 2 2 2—4 2 3 1—tmp—str"。
值得一提的是，雖然樂團的配置與小提琴協奏曲相仿，其配器卻十分精巧，少有全體齊奏的時刻。

### 結構
1. 慢板-中板（Adagio – Moderato，演奏時長约8:00）
2. 缓板-非常的快板（Lento – Allegro molto，约4:30）
3. 慢板（Adagio，约4:50）
4. 快板-中板-非进行曲式的快板-稍微渐慢-慢板（Allegro – Moderato – Allegro, ma non-troppo – Poco più lento – Adagio，约11:30）

第一乐章

第一乐章是三段体，并带有一个引入段。它以独奏大提琴的宣叙调开头，這個旋律也被使用在與次一樂章的銜接處。紧接着則是单簧管，巴松管和号角的简短回答。 
接着是一个随兴发挥的大提琴独奏。然后，中提琴以中板奏出一个主旋律，再移交给独奏大提琴来重复。埃尔加认为这是屬於他的曲调：“如果你听到有人在马尔文山附近用口哨吹着这曲调，那就是我。”
 弦乐部分第三次奏出主题，然后独奏大提琴将其修改为一次极响的重述。 乐团随即重复；之后，大提琴最后展示一次主题，直接进入E大调的中间抒情部分。 
 这处将乐曲过渡到类似于第一部分的重复。此重复省略了极响的大提琴独奏重述，並直接进入次一乐章。 
第二乐章

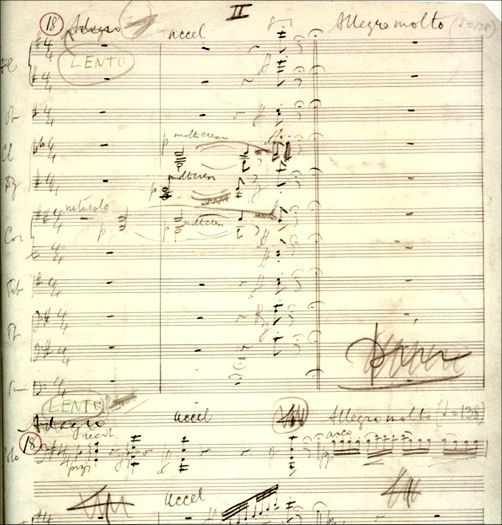
协奏曲第二乐章开幕的手稿片段

第二乐章以快速渐强开始，加以獨奏大提琴拨弦奏出的主題。然后，独奏发挥了快板部分的主要动机。 
拨弦奏出的和弦跟进。有一个简短的华彩，紧随着的是十六分音符和和弦。 之后，一处渐慢直接引出一个诙谐曲式的部分，直到结束。
第三乐章

缓慢的第三乐章以抒情的旋律开始、结束，一个主题贯穿整个乐章。 
第三乐章的结尾直接接入终曲（再次地，没有曲间暂停）。
第四乐章

第四个乐章以另一个快速渐强展开，以激烈的强音结束。大提琴独奏处另一个宣叙调和华彩。该乐章的主题崇高、庄严，但有许多沉音列，调性变化大。 
 乐曲结束之前，速度减慢，进入一个稍慢（più lento）的部分，其中出现了一组新的主题。 
此后速度继续减慢，直到第三乐章的速度，并且重述第三乐章的主题。 这个速度仍持续减缓，直到停滞不前，维持在一个和弦上。最后，独奏大提琴再次奏出第一乐章的宣叙调，随后转入重申第四乐章的主题，最后由三个和弦倏忽结束全曲。

## 录音作品
埃尔加本人与比阿特丽斯·哈里森（Beatrice Harrison，大提琴独奏者）在1919年12月采用声学录音工艺进行了片段的录制，這是此曲的第一份錄音。哈里森與埃尔加另于1928年制作了完整的全曲錄音（电子录音，用了仅一个碳纤维麦克风）。
杰奎琳·杜·普雷（Jacqueline du Pré）于1965年与约翰·巴比罗利爵士（Sir John Barbirolli）及伦敦交响乐团（EMI）一起录制了一份著名的唱片。杜普蕾的录音因其热烈的情感和扎实的技术而广受赞誉。 巴比罗利本人从一开始就与协奏曲有多少的联系：他曾是1919年首演乐团的大提琴部成员，他也是最早的表演者之一，与丹·戈弗雷爵士（Sir Dan Godfrey）领导的伯恩茅斯市乐团合作。 
1985年，英国大提琴家朱利安·劳埃德·韦伯（Julian Lloyd Webber）与耶胡迪·梅纽因爵士指挥的皇家爱乐乐团录制了该协奏曲。该唱片被埃尔加学者杰罗德·诺斯罗普·摩尔（Jerrold Northrop Moore）在BBC音乐杂志上誉为“最佳版本”，并获得1985年全英音乐奖的“最佳古典唱片”奖项。
BBC Radio 3的特色“建立图书馆”（Building a Library）已经对协奏曲的所有现存版本进行了三次比较评论。《企鹅录制古典音乐指南》 （2008年）有三页对作品的评论。 唯一获得BBC和《企鹅指南 》最高推荐的唱片是杜普蕾于1965年与伦敦交响乐团及巴里波利录制的唱片。其他英国广播公司和《企鹅指南》都赞扬的版本有比阿特丽斯·哈里森（Beatrice Harrison，1928）； 史蒂芬·伊瑟利斯（Steven Isserlis，1988）；  马友友（1985）和特鲁斯·莫尔克（TrulsMørk，1999）。 

## 軼事
- 在录音休息期间，时年20岁的杜普蕾离开录音室，返回时发现一群当地的音乐家和评论家聚在一起，听说有一位大明星在录音。 据说罗斯特罗波维奇听到她的录音后，就从他自己的曲目单中删除了该作品。[23] 在被问及为何埃尔加协奏曲为何不在他的保留曲目中时，罗斯特罗波托维奇说：“我的学生杰奎琳·杜·普蕾演奏得比我好得多。”[24]

## 註解
1. ↑  指E小調鋼琴與小提琴奏鳴曲（作品82），E小調弦樂四重奏（作品83），以及A小調鋼琴五重奏（作品84）。
2. ↑  “Your friendship is such a real and precious thing that I should like to leave some record of it.”科文是藝術品收藏家，亦是艾爾加信任的好友。
3. ↑  另一首協奏曲作品則是小提琴協奏曲（作品61，1910年）。這首作品可說是艾爾加的顛峰之作，由弗里茨‧克萊斯勒（Fritz Kreisler）所擔綱的首演，吸引了滿座慕名而來的聽眾。